# 姜士昌
姜士昌（1561年—？），字仲文，號养冲，直隸鎮江府丹陽縣人，軍籍，明朝政治人物。

## 生平
萬曆七年（1579年）己卯科應天府鄉試第四十二名，二十岁中式萬曆八年（1580年）庚辰科會試第二十八名，登二甲第十一名進士。工部觀政，本年擔任戶部主事，十三年進員外郎、郎中，十四年养病。十八年起补本部，本年升陕西提学副使，二十一年升河南参政，管大名兵备，丁憂归乡。二十六年补官江西參政，告病，二十七年丁憂。三十一年再补江西右参政兼佥事，上疏語侵李廷機，三十五年降职为广西佥事，本年再降杂职，謫興安縣典史。姜士昌為人好學，憤世嫉俗，雖任小官，仍屢有建言。《明史》有傳。

## 家族
曾祖姜昕；祖父姜金，贈通政使同右通政；父姜寶，曾任南京國子監祭酒。母賀氏（封恭人）；前母劉氏（贈恭人）。具庆下。

## 延伸阅读
[在维基数据编辑]
 《明史卷二百三十》，出自《明史》